# Konvoj PQ 17
PQ 17 var kodnamnet på en allierad konvoj i Norra ishavet under andra världskriget. I juli 1942 led de arktiska konvojerna ett betydande nederlag när Konvoj PQ 17 förlorade 24 av sina 35 handelsfartyg under en rad tunga fientliga attacker som varade en vecka. Den 27 juni seglade fartygen österut från Hvalfjörður, Island mot hamnen i Archangelsk, Ryssland. Konvojen lokaliserades av tyska styrkor den 1 juli, varefter den skuggades kontinuerligt och attackerades. Konvojens framsteg observerades av brittiska Admiralty. Förste sjölord, amiral Dudley Pound, på uppgifter om att tyska ytstridskrafter, däribland det tyska slagskeppet Tirpitz, hade förflyttats för att genskjuta konvojen, beordrade understödtruppen att lämna konvojen och beordrade konvojen att sprida ut sig. Men på grund av det tyska överkommandots vacklande, förverkligades aldrig Tirpitz räd. Konvojen var den första gemensamma angloamerikanska marina insatsen under brittisk kommando i kriget.
Då näreskorten och understödskryssarna drog sig tillbaka västerut för att avlyssna de förmodade tyska anfallarna, var de enskilda handelsfartygen kvar utan sina eskorterade jagare. I deras efterföljande försök att nå de utsedda ryska hamnarna, attackerades handelsfartygen upprepade gånger av Luftwaffe-flygplan och ubåtar. Av de ursprungliga 35 fartygen nådde endast 11 sin destination med en leverans på 64 000 ton gods. Det katastrofala resultatet av konvojen visade på svårigheten att frakta adekvat försörjning genom Arktis, särskilt under sommarperiodens ständiga dagsljus.

## Konvojen och dess eskortstyrkor
När konvojen lämnade Hvalfjörður på Island den 27 juni, så bestod den av 34 handelsfartyg, en oljetanker för eskorten och tre räddningsfartyg. Befälhavare för konvojen var kommendör John Dowding.
Konvojens näreskort utgjordes av First Escort Group (EG1) under befäl av kommendör Jack Broome, gruppen bestod av sex jagare, 11 korvetter, minsvepare och beväpnade trålare, samt två hjälpfartyg för luftvärnsskydd.
På längre avstånd följde First Cruiser Squadron (CS1) under befäl av viceamiral L. H. K. Hamilton konvojen. CS1 bestod av HMS London och HMS Norfolk, de amerikanska kryssarna USS Wichita och USS Tuscaloosa, samt fyra jagare.
En andra tyngre eskortstyrka under befäl av amiral John Tovey följde konvojen på cirka 320 kilometers avstånd. Denna styrka bestod av hangarfartyget HMS Victorious, slagskeppet HMS Duke of York, kryssarna HMS Cumberland och HMS Nigeria, det amerikanska slagskeppet USS Washington och nio jagare.